# Schlacht bei La Albuera
Bailén –  Roliça –Vimeiro – Saragossa (1808) – Burgos (Gamonal) – Medina de Rioseco – Espinosa –  Tudela – Somosierra – Saragossa (1809) – La Coruña – Torres Vedras – Valls – Braga – Oporto – María – Talavera – Ocaña – Gerona – Ciudad Rodrigo (1810) – Buçaco – Gévora – Barrosa – Badajoz (1811) – Fuentes de Oñoro – La Albuera – Tarragona (1811) – Sagunt (Murviedro) – Ciudad Rodrigo (1812) – Badajoz (1812) –  Majadahonda – Salamanca – García Hernández –  Venta del Pozo – Vitoria – 
Sorauren – San Sebastián – Bidassoa
Die Schlacht bei La Albuera war ein Gefecht der Napoleonische Kriege auf der Iberischen Halbinsel, das am 16. Mai 1811 beim spanischen Ort La Albuera stattfand. Dabei standen sich eine alliierte Armee aus Großbritannien (unterstützt durch hannoversche Exil-Truppen), Portugal sowie dem aufständischen Spanien auf der einen und französische Truppen (unterstützt von Hilfstruppen des Herzogtum Warschau und des napoleonischen Satellitenstaates Spanien) auf der anderen Seite gegenüber. Die vereinten portugiesischen und britisch-hannoverschen Truppen standen unter dem direkten Kommando des englischen Generals Sir William Beresford, der zugleich Marschall der portugiesischen Armee war; die spanischen Insurgenten wurden von General Joaquín Blake y Joyes kommandiert; die französische Armee wurde von Marschall Soult befehligt. Die Schlacht endete mit einem knappen und verlustreichen Sieg der Alliierten.

## Hintergrund
Während des Winters 1810/11 schützte Wellington Lissabon mit Hilfe der starken befestigten Linien von Torres Vedras. Die französischen Kräfte unter Massena überwinterten vor der Linie; sie waren nicht in der Lage, diese anzugreifen oder auch nur sich angemessen zu versorgen, und wurden als Konsequenz daraus stark reduziert. Im März 1811 erkannte Massena die Unhaltbarkeit seiner Situation und zog sich zur spanischen Grenzfestung Ciudad Rodrigo zurück, welche die Straße von Portugal nach Salamanca bewachte. Er ließ eine kleine Truppe in der portugiesischen Festung Almeida zurück. Der eilige Rückzug von Torres Vedras mitten im Winter hatte die Angriffsfähigkeit seiner Armee weitgehend zerstört. Südlich des Tagus standen die portugiesische Festung von Elvas und die spanische Festung Badajoz an der Hauptstraße von Portugal nach Madrid. Die französischen Operationen in diesem Gebiet lagen in der Verantwortung von Soult, der auch anderweitig beschäftigt war, z. B. mit der Belagerung von Cádiz. Im Januar 1811 dünnte Soult die Belagerungstruppen von Cádiz aus, um eine Feldarmee zusammenzustellen, die nach Badajoz ging. Als Reaktion versuchten die britischen und spanischen Truppen, die Belagerung von Cádiz zu durchbrechen, was zur Schlacht von Barrosa am 5. März 1811 führte. Barrosa war eine taktische Niederlage für die Franzosen, die aber nicht ausgenutzt wurde, um die Belagerung zu beenden. Badajoz ergab sich am 10. März 1811 (angeblich durch Bestechung und nicht durch militärisches Vorgehen) den Franzosen, und Soult ging sofort in das Gebiet von Sevilla, um die Belagerung von Cádiz zu unterstützen und eine Wiederholung der Taktik, die zu Barrosa geführt hatte, zu verhindern.
Wellington war der Ansicht, dass diese vier Festungen eingenommen werden sollten, um Portugal vor einer erneuten Invasion zu schützen und einen Einmarsch seiner Armee nach Spanien zu ermöglichen. Die Festungen waren besonders wichtig wegen des schlechten Zustandes der Nachschubwege in der Pyrhenäenhalbinsel: Sie waren schwer zu umgehen, aber auch die Logistik für eine Belagerung war problematisch. Er entschloss sich, seine Armee zu teilen und zu versuchen, Almeida und Badajoz gleichzeitig zu nehmen. 20.000 Mann (davon 10.000 britisch/hannoverisch) unter Beresford wurden entsandt, um Badajoz zu belagern, während Wellington mit der doppelten Anzahl nach Almeida marschierte.
Während Beresford Badajoz belagerte, hörte er am 12. Mai, dass Soult sich erneut mit 25.000 Mann vom Süden her näherte. Er brach die Belagerung sofort ab und setzte sich nach Südosten in Richtung der kleinen Stadt La Albuera ab, wo er eine defensive Position einnahm, wie im Monat vorher mit Wellington besprochen. Am Nachmittag des 15. kam eine spanische Truppe unter Blake und Castaños an, die sich unter sein Kommando stellte. Beresford hatte nun eine Armee von 36.000 Mann mit 50 Kanonen.
Die Gegend um La Albuera ist im Allgemeinen flach und offen, mit kleinen Erhebungen. Der Fluss Albuera fließt östlich durch die Stadt und teilt sich in zwei kleinere Arme auf, die kein Hindernis für Infanterie und Artillerie darstellten. Bäume verhinderten einen klaren Blick auf die Bewegungen der feindlichen Armee.

## Pläne
Beresford erwartete einen Angriff aus dem Osten und machte daher La Albuera zum Zentrum seiner Aufstellung, die etwa 1,5 Kilometer nach links und drei Kilometer nach rechts von dem Ort reichte. Ein niedriger Hügel (nicht höher als 50 Meter) verläuft durch La Albuera, und er besetzte ihn, mit allen seinen Truppen in Richtung Osten.
Seine linke Flanke war durch Hamiltons portugiesische Division gedeckt, Collins Brigade und die Mehrheit der portugiesischen Kavallerie. Carl von Altens King’s German Legion (1. und 2. leichtes Bataillon) waren im Ort stationiert und hinter ihnen standen die 2. und 4. britische Division mit über 1.000 Mann Kavallerie. Seine rechte Flanke waren Blakes 12.000 Spanier mit einiger Kavallerie, aber diese waren spät angekommen und am 15. noch nicht ordnungsgemäß positioniert.
Soult hatte 24.000 Mann inklusive 4.000 Kavalleristen mit 60 Kanonen. Er wusste nicht, dass die Spanier sich mit den Alliierten vereinigt hatten und rechnete daher mit lediglich 23.000 feindlichen Truppen. Er plante nur einen schwachen Angriff auf das Zentrum und befahl drei Viertel seiner Truppen in einem weiten Bogen nach Süden, um die rechte Flanke Beresfords anzugreifen.

Die Kommandeure der Schlacht
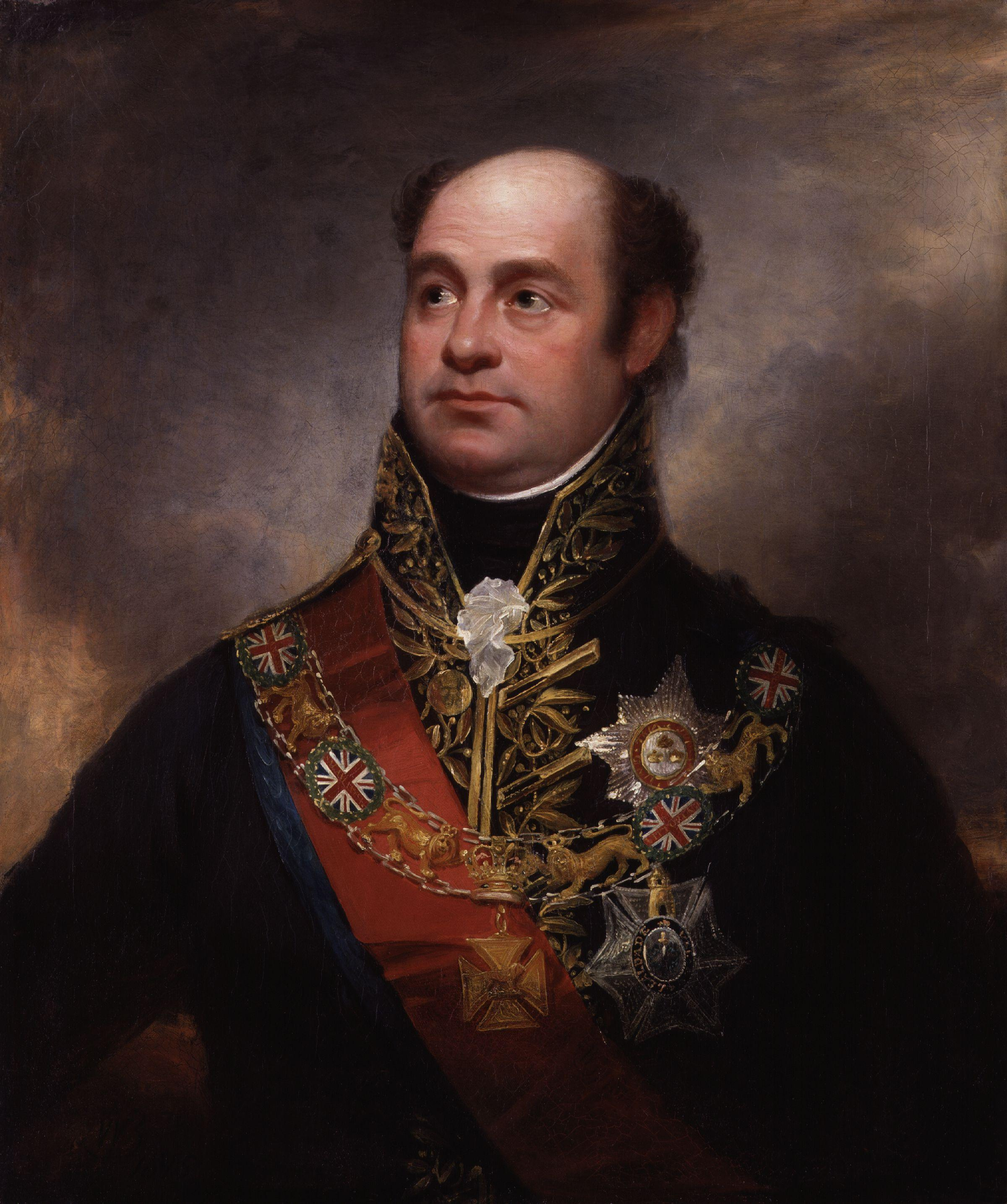
William Carr Beresford (Großbritannien)
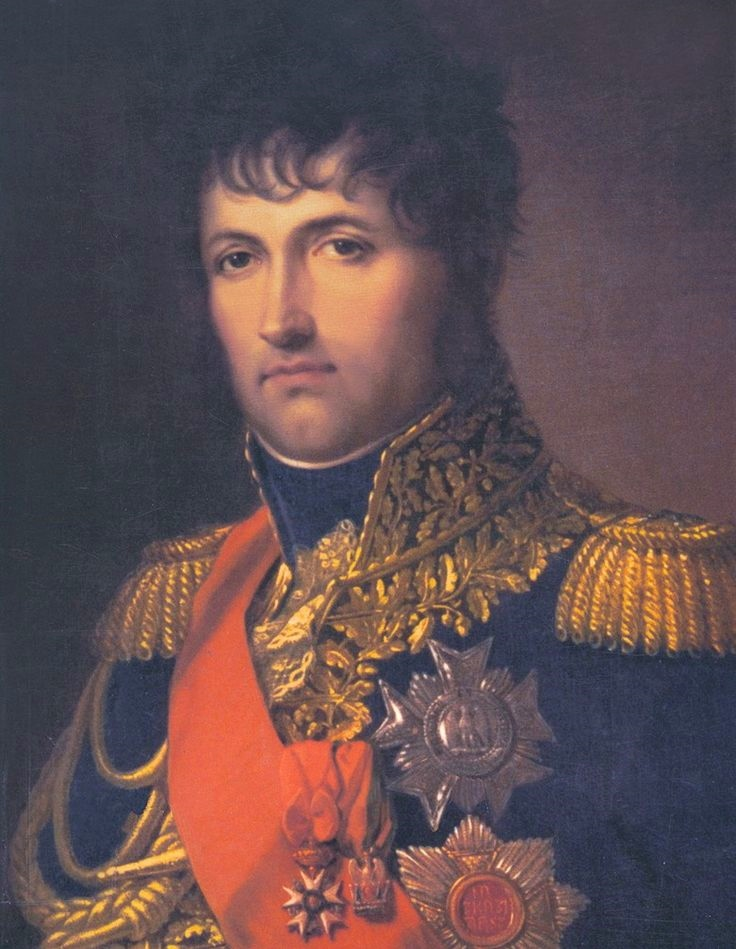
Nicolas Jean-de-Dieu Soult (Frankreich)
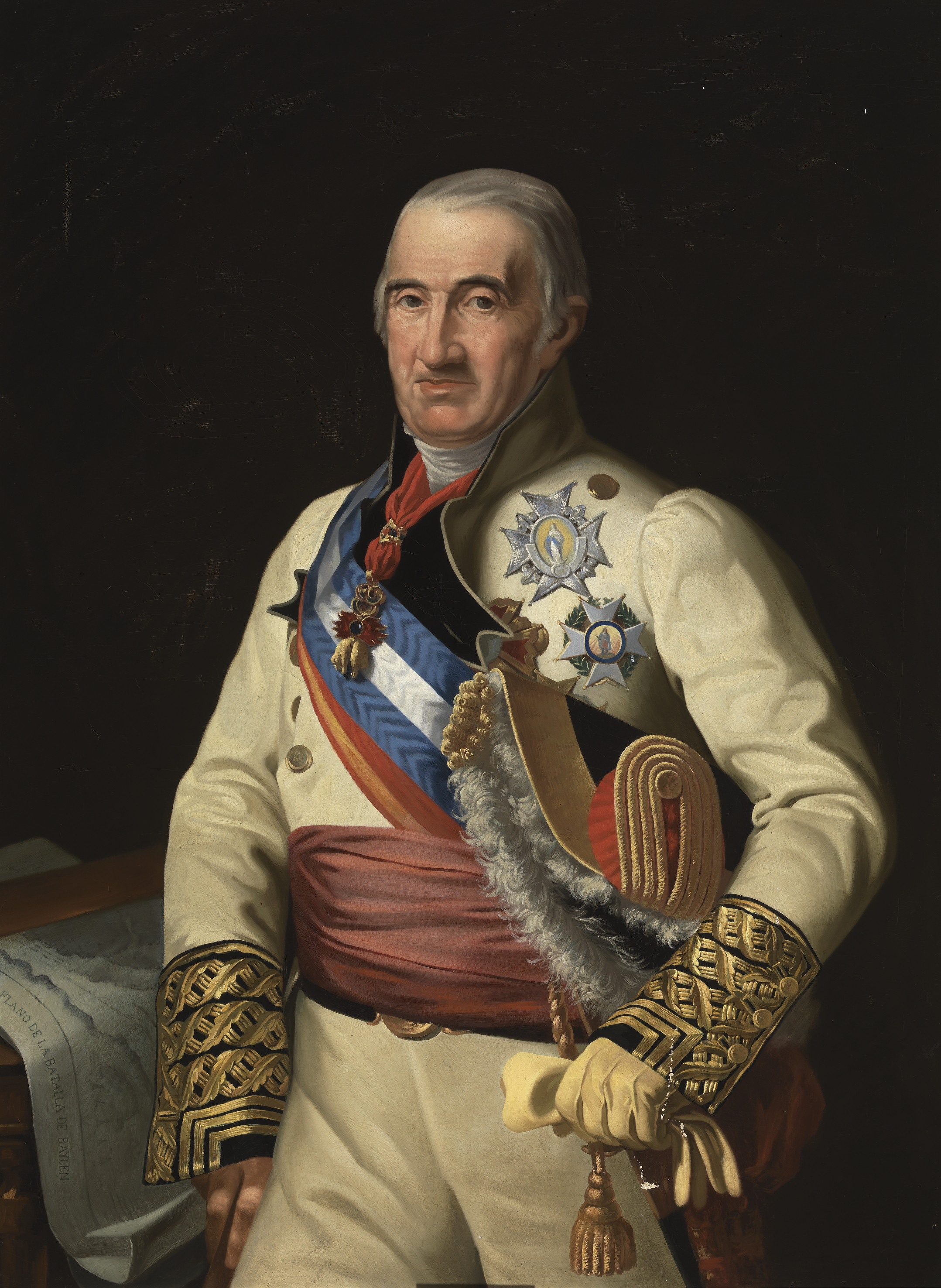
Francisco Javier Castaños (Spanien)
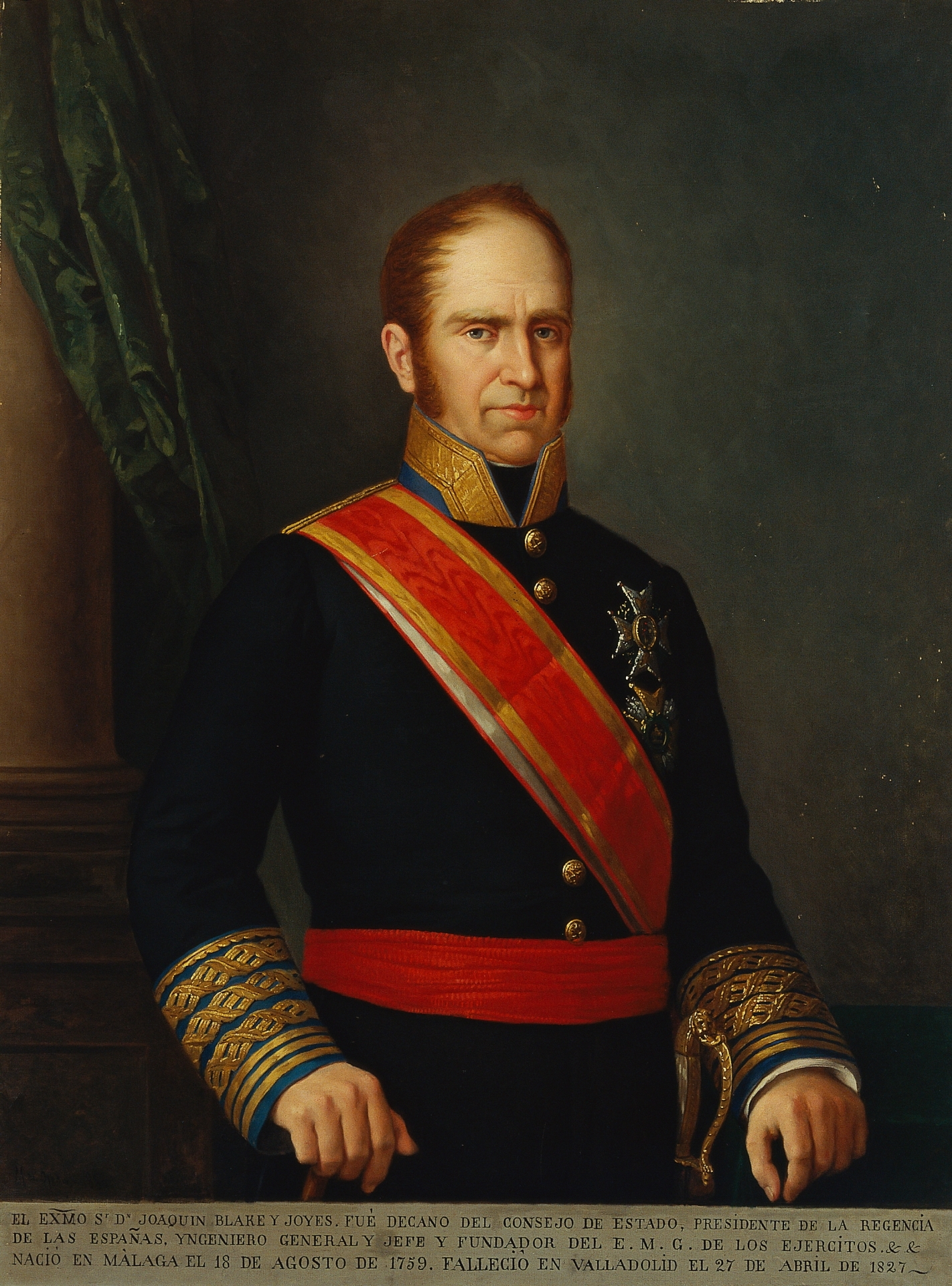
Joaquín Blake y Joyes (Spanien)

## Schlacht
Der Angriff begann früh am 16. Mai 1811 erfolgreich mit einer Attacke durch Goudinots Brigade auf den Ort La Albuera. Der Ansturm bewog Beresford dazu, sein Zentrum zu verstärken, wie Soult es gehofft hatte. Im Süden sah sich die spanische Division Zayas (4.800 Mann stark), die plötzlich aus dem Gehölz hervorbrach, an ihrer rechten Flanke von 8.400 Infanteristen, unterstützt durch Artillerie und 3.500 Kavalleristen angegriffen. Dies war Girards V Corps in gemischter Ordnung, wie Napoleon sie bevorzugte. Es war der massivste einzelne Angriff des Spanienfeldzuges durch eine kompakte Masse von Infanterie. Dies traf die Spanier unvorbereitet aber sie hielten die Stellung, obwohl sie ein Drittel ihrer Truppe verloren.
Beresford war von diesem Manöver überrascht und befahl Blake, eine ganze Division nach Süden statt nach Osten auszurichten, aber er überwachte diese Bewegung nicht persönlich, wie Wellington es vermutlich getan hätte. Daher sah er nicht, dass Blake, der immer noch einen Angriff aus dem Osten erwartete, nur vier Bataillone bewegte und nicht die ganze Division. Beresford befahl nun der zweiten Division, die stark unter Druck stehenden Spanier zu unterstützen und eine zweite Linie hinter ihnen zu bilden. Aber ihr Kommandant Stewart warf seine Truppen sofort in das Gefecht. Seine führende Brigade unter Colborne griff die linke Flanke der Franzosen an und hielt sie mit ihren 2.000 Musketen in Schach.

### Vernichtung von Colbornes Brigade

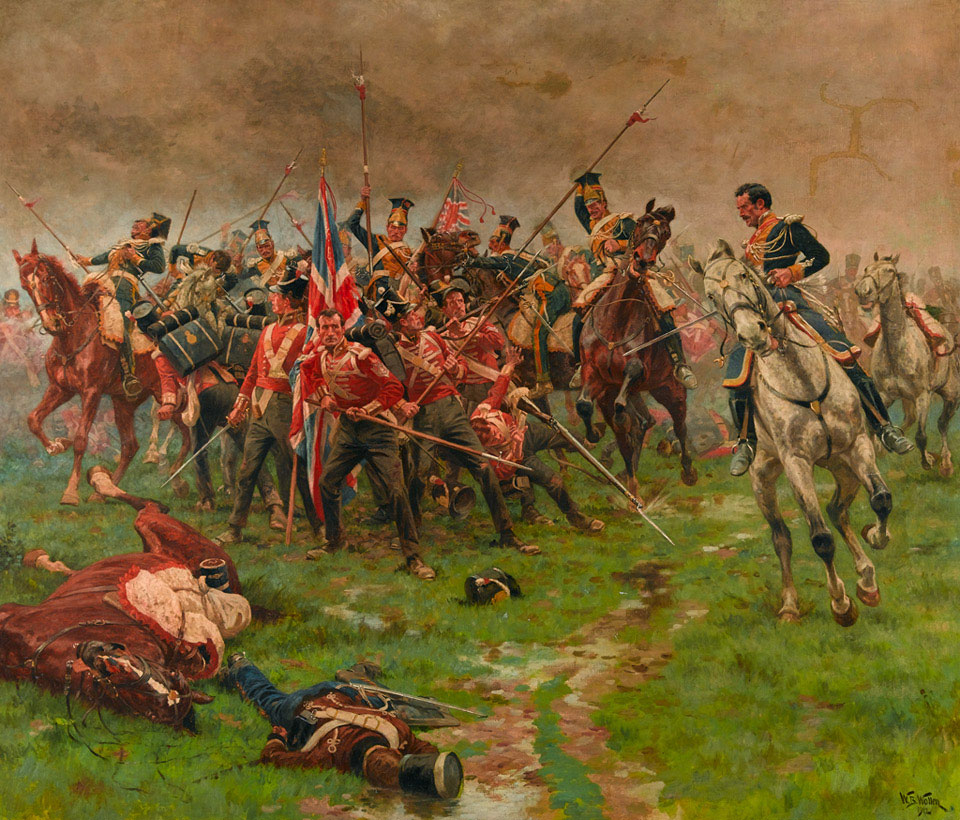
Das britische 3rd Regiment of Foot (The Buffs) schützt seine Fahnen vor Ulanen des 1. Lancier-Regiments der Weichsel-Legion

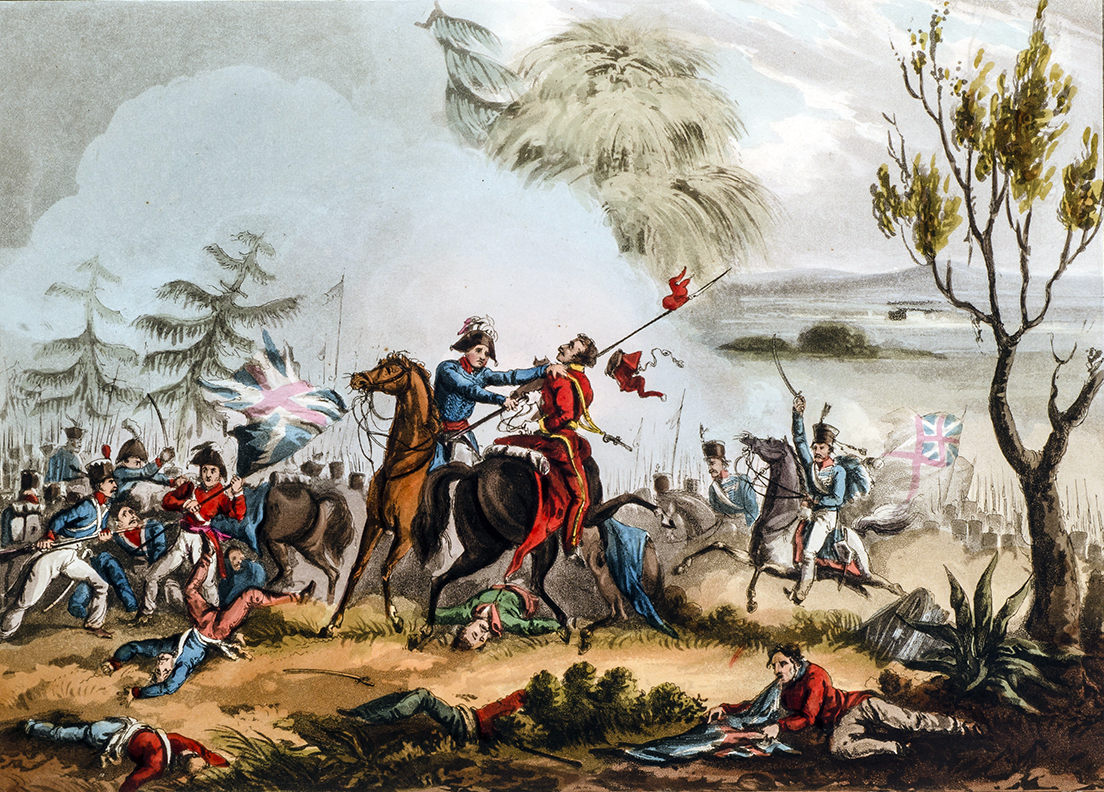
Bereford wehrt den Angriff eines Ulanen ab (der fälschlich in der roten Uniform des 2. Garde-Lancier-Regiments dargestellt ist)

Dann kam das Desaster. Ein plötzlicher Regensturm brach über dem Schlachtfeld aus, und keine der Musketen konnte noch feuern. Stewart hatte versäumt, einen Schutz gegen feindliche Kavallerie zu planen, und nun, durch den strömenden Regen, stürmten 3.500 französische Reiter auf sie zu. Colbornes Brigade hatte keine Zeit, ein Karree zu formen und war praktisch verteidigungslos. Innerhalb von fünf Minuten verloren sie 1.300 von 1.600 Mann und fünf Fahnen. Die Ulanen vom 1. Kavallerie-Regiment der polnischen Weichsellegion spießten viele gegnerische Soldaten auf und verschonten niemanden. Es war ein schreckliches Beispiel der Verwundbarkeit von Infanterie, die nicht auf einen Angriff durch Kavallerie vorbereitet ist.
Einige der Kavalleristen drangen vorwärts und griffen Beresford und seinen Stab an. Der General, ein großer kräftiger Mann, parierte einen Lanzenstoß und zog, einen Reiter am Kragen fassend, diesen vom Pferd und warf ihn zu Boden.
Hoghtons Brigade kam zu Hilfe, zusammen mit Abercrombies, und sie formierten sich zur Linie. Sieben britische Bataillone, etwa 3.700 Mann in Zweierreihe, standen zwei französischen Divisionen mit etwa 7.800 Mann in einem Nahgefecht gegenüber, das vielleicht nie in der militärischen Geschichte ein Gleiches hatte. Aus einer Entfernung von vielleicht 18 Metern feuerten beide Seiten Salve um Salve und schlossen die Reihen zum Zentrum hin, wenn Lücken in der Linie auftraten. Auf einer Fläche, die kleiner als ein Cricket-Feld (ungefähr 130 × 150 m) war, hielt das grausige Töten an. Keine Seite konnte vorwärts, aber auch keine Seite war bereit nachzugeben. Niemand schien zu wissen, wie diese ausweglose Lage beendet werden konnte. Beresford schien zu keiner entscheidenden Aktion in der Lage, während Soult erkannt hatte, dass der Gegner mit 15.000 Mann stärker war, als er gedacht hatte, und sofort in die Defensive ging. Diese festgefahrene Situation wurde von Sir Lowry Cole gelöst. Major Henry Hardinge hatte erkannt, dass etwas getan werden musste, um die Regimenter zu retten, die vor seinen Augen zerrieben wurden, und hatte Cole auf seine eigene Initiative hin dazu gedrängt, die 4. Division in das Gefecht zu bringen.

### Gefecht im Ort La Albuera
Während des gesamten Gefechtes hatten die zwei leichten Bataillone der King’s German Legion erfolgreich die Brücke über den Fluss Albuera verteidigt und so verhindert, dass die Franzosen unter Godinot hier durchbrachen. Nun wurden sie abgeordert, um die Front zu verstärken. Die Franzosen nutzten den Wechsel zwischen KGL und den sie ersetzenden Spaniern aus und nahmen den Ort ein. Daraufhin wurde der Befehl widerrufen und die KGL musste eine halbe Stunde später mühsam, unter Verlust von 100 Mann, den verlorenen Boden wieder erobern.

### Wende der Schlacht
Cole befahl 4.000 Mann auf einer Front von 1.200 Metern in Linie vorwärts; mit Karrees an beiden Enden, zum Schutz vor Kavallerie. Tatsächlich griffen 1.600 französische Dragoner an; sie wurden jedoch abgewehrt.
Dann gingen drei aus je drei Bataillonen bestehende französische Kolonnen, unterstützt durch Artillerie, gegen sie vor. Die britische Infanterie war im Verhältnis 1:3 unterlegen, aber wegen der Situation Linie gegen Kolonne standen 2.000 effektive Musketen gegen 360. Langsam aber stetig rückte die von drei Füsilierbataillonen angeführte britische Infanterie vor, und es waren die Franzosen, die zuerst nachgaben. Verspätet warf Soult die Reserve – 6.000 Mann von Werles Brigade – in das Gefecht, aber seine Kolonnen lösten sich auf und es kam zu einem allgemeinen Rückzug. Endlich brachte Beresford Einheiten aus dem Zentrum und der linken Flanke nach vorne, und die Franzosen wurden über den Fluss in die Wälder zurückgetrieben, von wo sie am Morgen gekommen waren. Es gab keine Verfolgung. Beide Armeen blieben in ihren Positionen, erschöpft und deprimiert von den entsetzlichen Verlusten.

## Folgen
Die Verluste der Alliierten betrugen 5.916 Mann: 4.159 Briten, 389 Portugiesen und 1.368 Spanier. In seinem Bericht vom 21. Mai 1811 schätzte Soult die britischen Verluste auf 5.000 Mann inklusive 800 – 1000 Gefangene; die spanischen auf 2.000 Mann mit 1.100 Gefangenen und die Portugiesen auf 700 bis 800 Mann. Die französischen Verluste sind schwerer zu schätzen. Soult erklärte in seinem Bericht an Napoleon ursprünglich 2.800 Mann als Verluste, aber die offiziellen Zahlen vom 6. Juli erhöhten die Zahl auf 5.936 Mann. Die britischen Historiker bezweifeln auch dies wegen des Vergleichs der von Soult als Verluste angegebenen 241 Offizieren im Verhältnis zu nur 362 Rückkehrern. Sir Charles Oman extrapolierte diese Zahlen und kam auf die ungefähre Zahl von 7.900 Verlusten. 
Die Franzosen zogen sich am 18. zurück und Soult beklagte sich bitter über die Briten:

„Sie konnten nicht davon überzeugt werden, daß sie verloren hatten. Sie waren vollständig geschlagen, der Tag war mein, und sie wußten es nicht, und sie wollten nicht flüchten.“

Beresford, durch die Verluste entnervt, schrieb einen düsteren Bericht, aber als Wellington diesen las, erklärte er: 

„Das geht so nicht. Es wird die Menschen in England verrückt machen. Schreiben Sie mir einen Sieg.“

 So geschah es, denn es waren schließlich die Franzosen, die das Schlachtfeld verlassen hatten.
La Albuera war ein Sieg zu einem hohen Preis, aber er half, die Moral der Franzosen weiter zu schwächen, indem ihnen klar wurde, wie schwer es war, die britisch-alliierte Armee dazu zu bewegen, eine drohende Niederlage zu akzeptieren.